# Liste der geschützten Landschaftsbestandteile in Saarbrücken
Die Liste der geschützten Landschaftsbestandteile in Saarbrücken nennt die geschützten Landschaftsbestandteile in Saarbrücken im Regionalverband Saarbrücken im Saarland. Geschützte Landschaftsbestandteile sind Elemente aus der Natur und Landschaft, die zur Erhaltung, Wiederherstellung und Entwicklung unter Schutz gestellt werden. Weitere Bedeutung haben sie als Habitate für bestimmte wild lebende Tier- und Pflanzenarten.

## Liste
| Bild | Bezeichnung                           | Ort         | Beschreibung | Fläche (ha) | Koord.                          | Kennung alte Kennung       |
| ---- | ------------------------------------- | ----------- | --- | ----------- | ------------------------------- | -------------------------- |
|      | Am Scheidterberghang gegen den Tensch | Saarbrücken | Erhaltung und Entwicklung eines Perlgras-Buchenwaldes mit sicker- bzw. quellfeuchten Unterhangpartien. Vorkommen des Riesenschachtelhalmes und des Winterschachtelhalms. |             | 49° 13′ 38,6″ N, 7° 3′ 34,6″ O  | GLB-103-SB-SBR GLB 5.08.01 |
|      | Am Triller                            | Saarbrücken | vom OVG-Saarlouis im Zuge einer Klage der Eigentümerin gegen die Stadt Saarbrücken im Juni 2009 für unwirksam erklärt.                                                   |             | 49° 13′ 43,7″ N, 6° 59′ 21,8″ O | GLB-104-SB-SBR GLB 5.08.03 |